# Huis van Nanette Samson

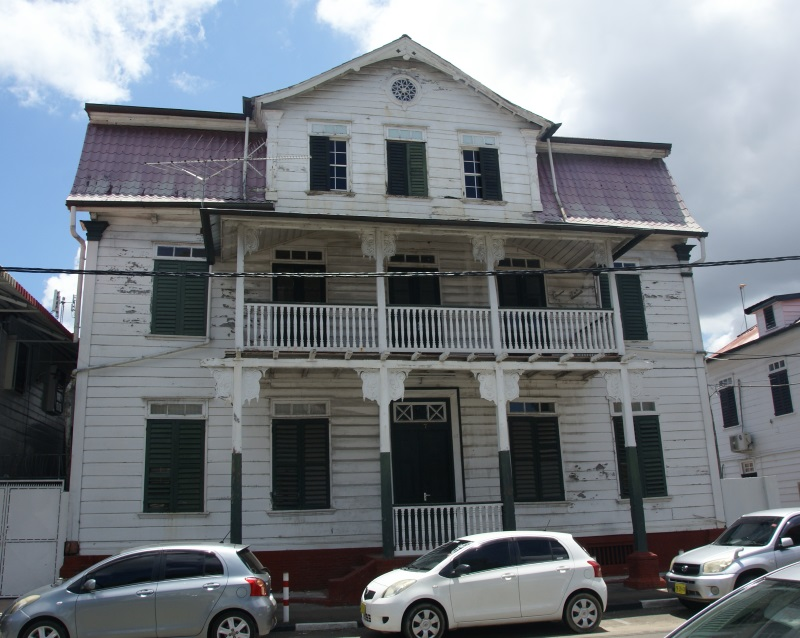
Voorgevel aan de Wagenwegstraat

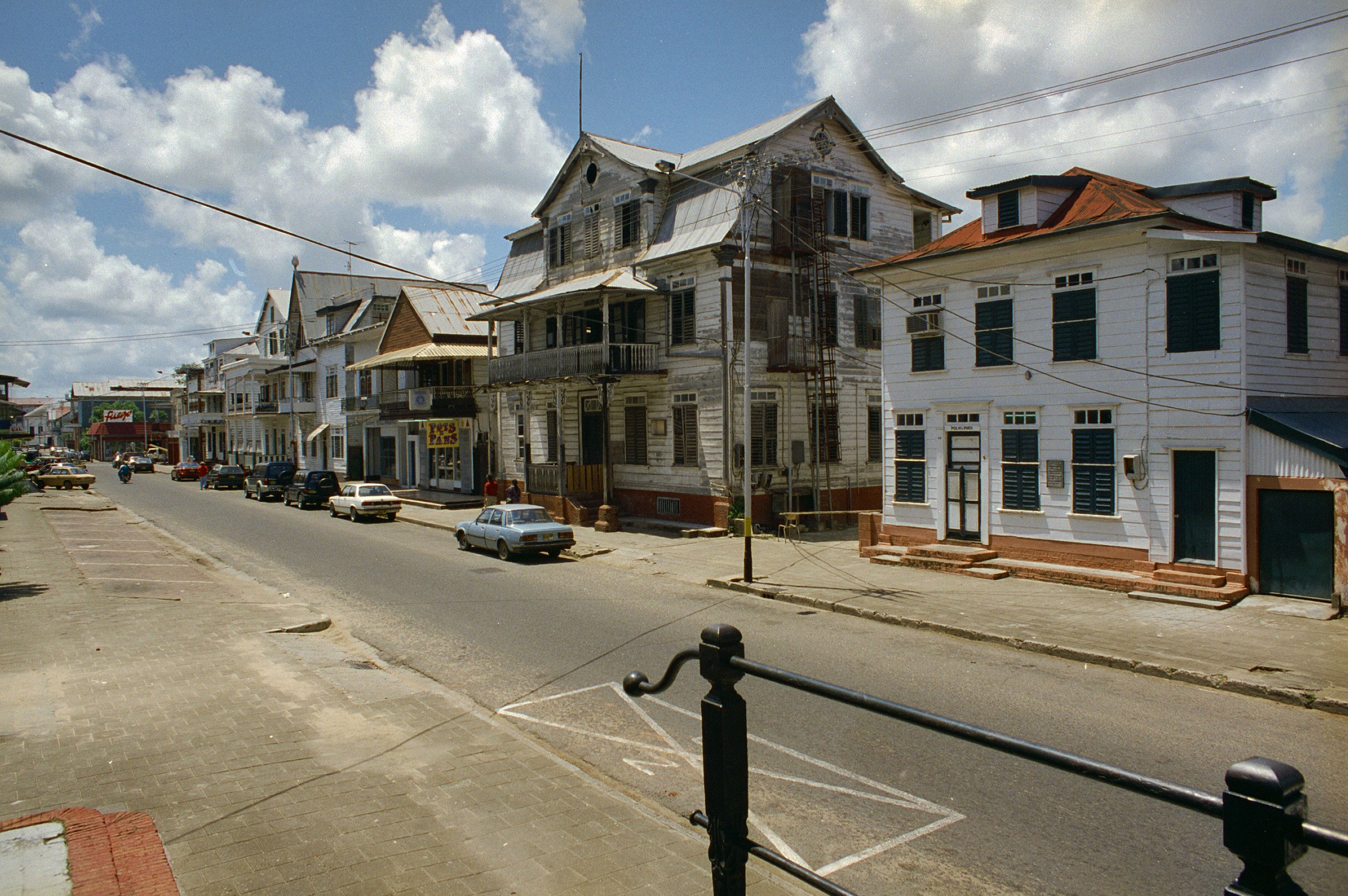
Het huis van Nanette (tweede van rechts) gezien vanaf de stoep van Elisabeths huis.

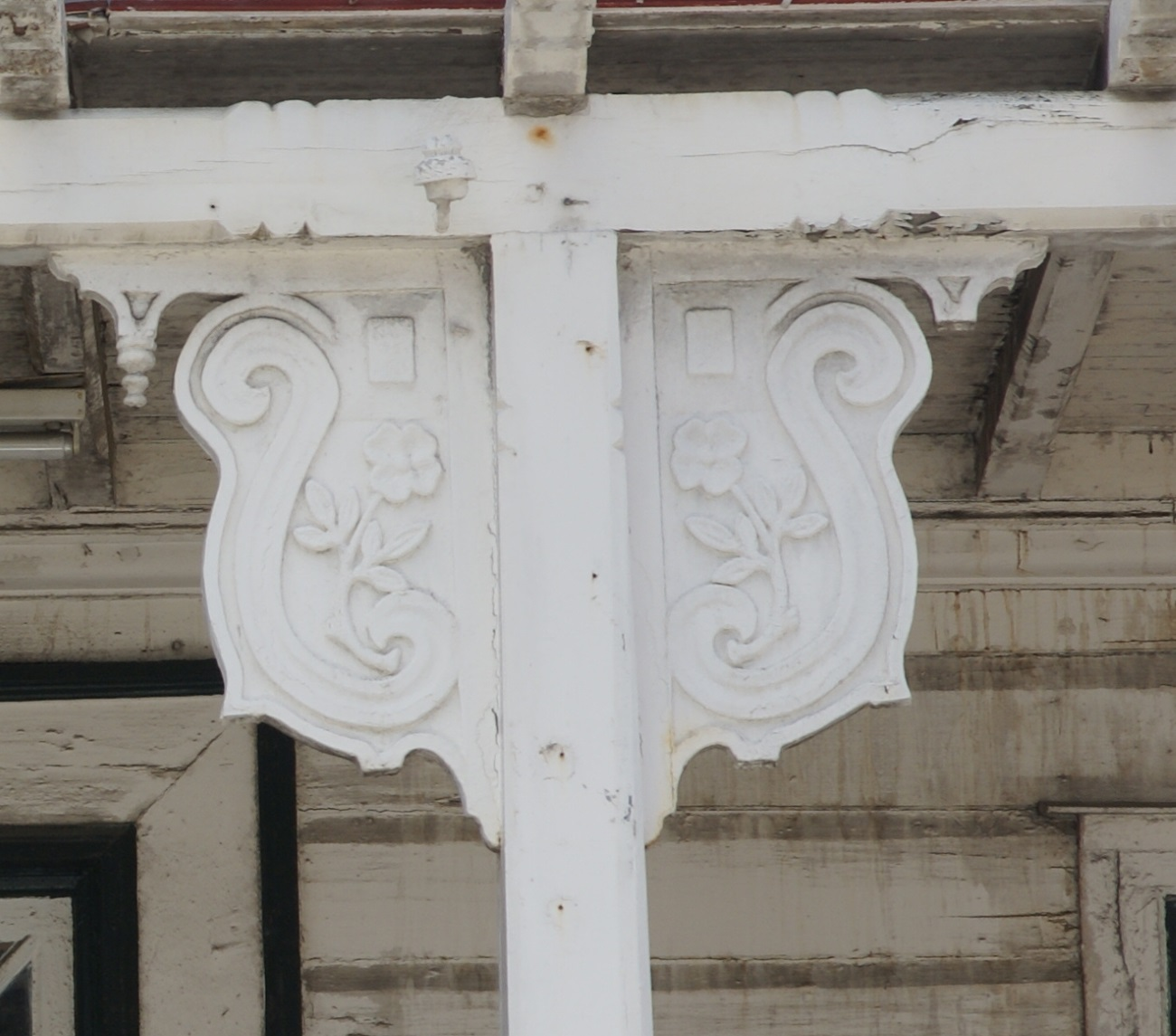
Detail van een van de vier kolommen waar het balkon op steunt.

Het Huis van Nanette Samson is een monumentaal pand uit het begin van de 19e eeuw, gelegen aan de  Wagenwegstraat 47 in de Surinaamse hoofdstad Paramaribo. Het pand is onderdeel van de historische binnenstad van Paramaribo, die in 2002 door UNESCO aan de Werelderfgoedlijst is toegevoegd.

## Beschrijving
Het vroegnegentiende-eeuwse huis is vijf traveeën breed en heeft twee verdiepingen. Het staat op een bakstenen onderbouw die dateert uit de 18e eeuw. Ook de stenen voorstoep is achttiende-eeuws.
Het huis heeft een balkon van drie traveeën breed dat steunt op vier versierde kolommen. De entree bevindt zich op de bel-etage en is bereikbaar via een dubbele stenen trap. Voor de deur bevindt zich een houten balustrade. De ramen bestaan uit dubbele houten ventilatieblinders met daarboven een bovenlicht, zoals gebruikelijk was in het Paramaribo van de negentiende eeuw.
Het huis heeft een mansardedak, waarvan de nok parallel loopt met de straat. Het centrale dakhuis heeft drie ramen met erboven een rond venster in het fronton. In het huis bevindt zich een getekend wapenschild met daarop een esculaap, wat er op wijst dat er ooit een apotheker of arts woonde.

## Geschiedenis
De familie Samson was een familie van zogenaamde 'vrije negers' in het midden van de 18e eeuw.  De bekendste leden hiervan waren de halfzussen Nanette en Elisabeth Samson (1715-1771), die eigenaressen waren van een aantal koffieplantages en zeer rijk waren. 
Nanette woonde aan de Wagenwegstraat 47 tussen 1750 en 1790. Het perceel besloeg in die tijd ook de helft van de Malebatrumstraat. Het huis waarin zij woonde brandde af tijdens de stadsbrand van 1821 en werd vrij spoedig erna op de bakstenen funderingen herbouwd. Woningen aan de overkant van de straat overleefden de brand, waaronder het Huis van Elisabeth Samson.
In de 21e eeuw bevinden zich aan de Wagenwegstraat 47 enige afdelingen van het Ministerie van Arbeid.